# گربه بمبئی
گربه بمبئی یک نژاد کوتاه‌مو از گربه‌های خانگی است. بمبئی‌ها گربه سیاه کاملاً مشکی با پوششی براق، بدنی عضلانی و چشمانی درشت و درخشان به رنگ مسی یا طلایی هستند. نام این نژاد از شهر بمبئی (مومبای) در هند گرفته شده است، که اشاره‌ای دارد به زیستگاه پلنگ سیاه هندی.
دو نوع مختلف از نژاد بمبئی وجود دارد؛ بمبئی آمریکایی و بمبئی بریتانیایی. بمبئی‌های نوع آمریکایی با دورگه‌سازی گربه برمه‌ای و گربه‌های موکوتاه سیاه آمریکایی ایجاد شدند، , تا گربه‌ای عمدتاً از نوع برمه، اما با پوشش مشکی براق و پلنگ‌مانند و چشمان مسی-طلایی تولید شود. بمبئی‌های نوع بریتانیایی، گربه‌های آسیایی خود به رنگ سیاه خالص هستند که در گروه آسیایی، گروهی از برمه‌های اروپایی و گربه ایرانی، قرار می‌گیرند.نوع بریتانیایی گربه بمبئی از سه جفت‌گیری اشتباه میان گربه برمه‌ای اروپایی و گربه‌های اهلی سیاهِ کوتاه‌مو به وجود آمد.
هر دو نوع گربه بمبئی به‌صورت زادگیری گزینشی توسط پرورش‌دهندگان تولید شده‌اند و شجره‌نامهٔ آن‌ها در چندین سازمان معتبر پرورش و علاقه‌مندان به گربه ثبت نژاد شده است. مشابه دیگر نژادهای گربه، واژهٔ «بمبئی» تنها برای گربه‌هایی به‌کار می‌رود که از این نژاد خاص باشند؛ یعنی گربه‌هایی نژاد اصیل که تبارشناسی آن‌ها مشخص و به‌طور رسمی ثبت شده است، که به آن شجره‌نامه یا ثبت نژاد نیز گفته می‌شود.

## ظاهر

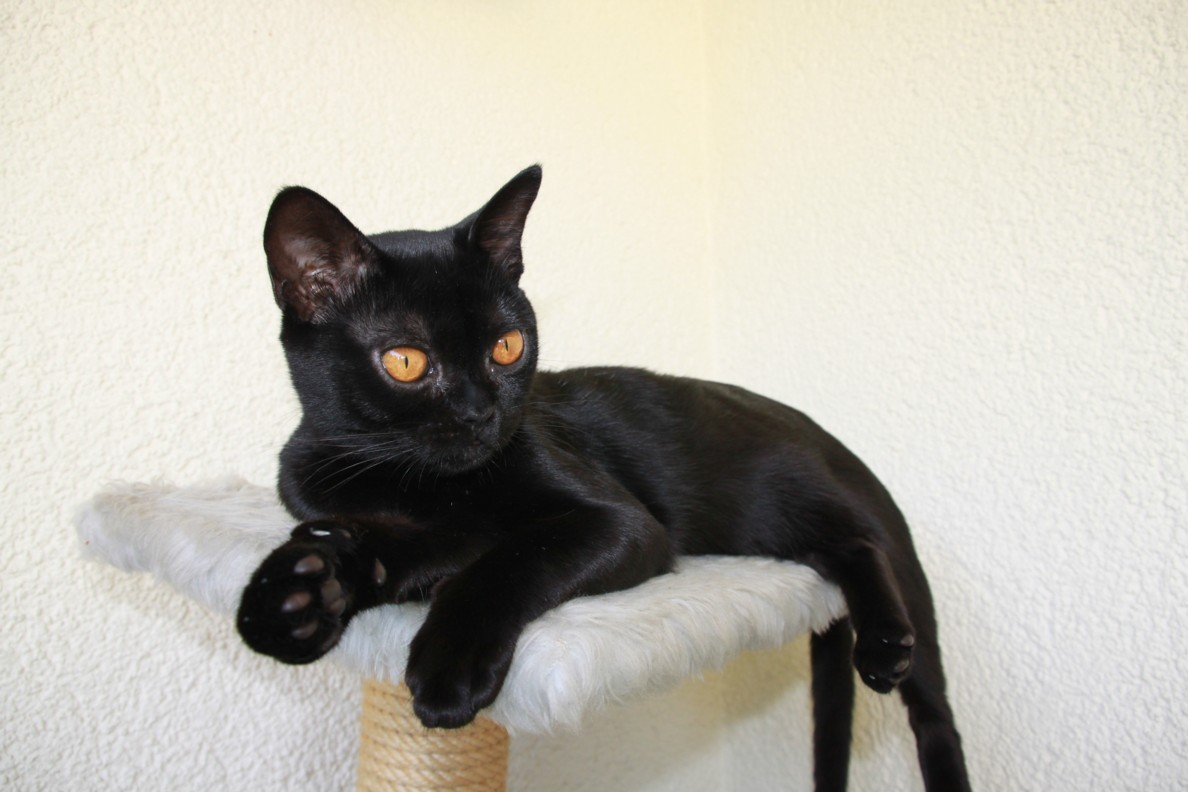

گربه بمبئی با لقب کودک چرم لاکی با چشمان سکه‌ای نو توصیف می‌شود. گربه بمبئی نژادی کوتاه‌مو از گربه‌های اهلی است که نزدیکی زیادی با نژاد برمه‌ای دارد. از ویژگی‌های متمایز گربه‌های بمبئی می‌توان به پوشش کاملاً سیاه‌رنگ آن‌ها اشاره کرد که شامل سبیل‌ها و پوست بدن، از جمله کف پنجه‌ها، پوست بینی و داخل دهان نیز می‌شود. پوشش براق، چسبیده به بدن و مشکی‌رنگ این گربه‌ها در سنین بلوغ تا ریشه موها کاملاً تیره است و هیچگونه روشن شدگی دیده نمی‌شود (البته در گربه‌های جوان زیر ۲ سال استثناهایی پذیرفته شده‌اند). رنگ چشم‌ها همیشه مسی-طلایی است و چشم‌های سبز در این نژاد مجاز نیستند.

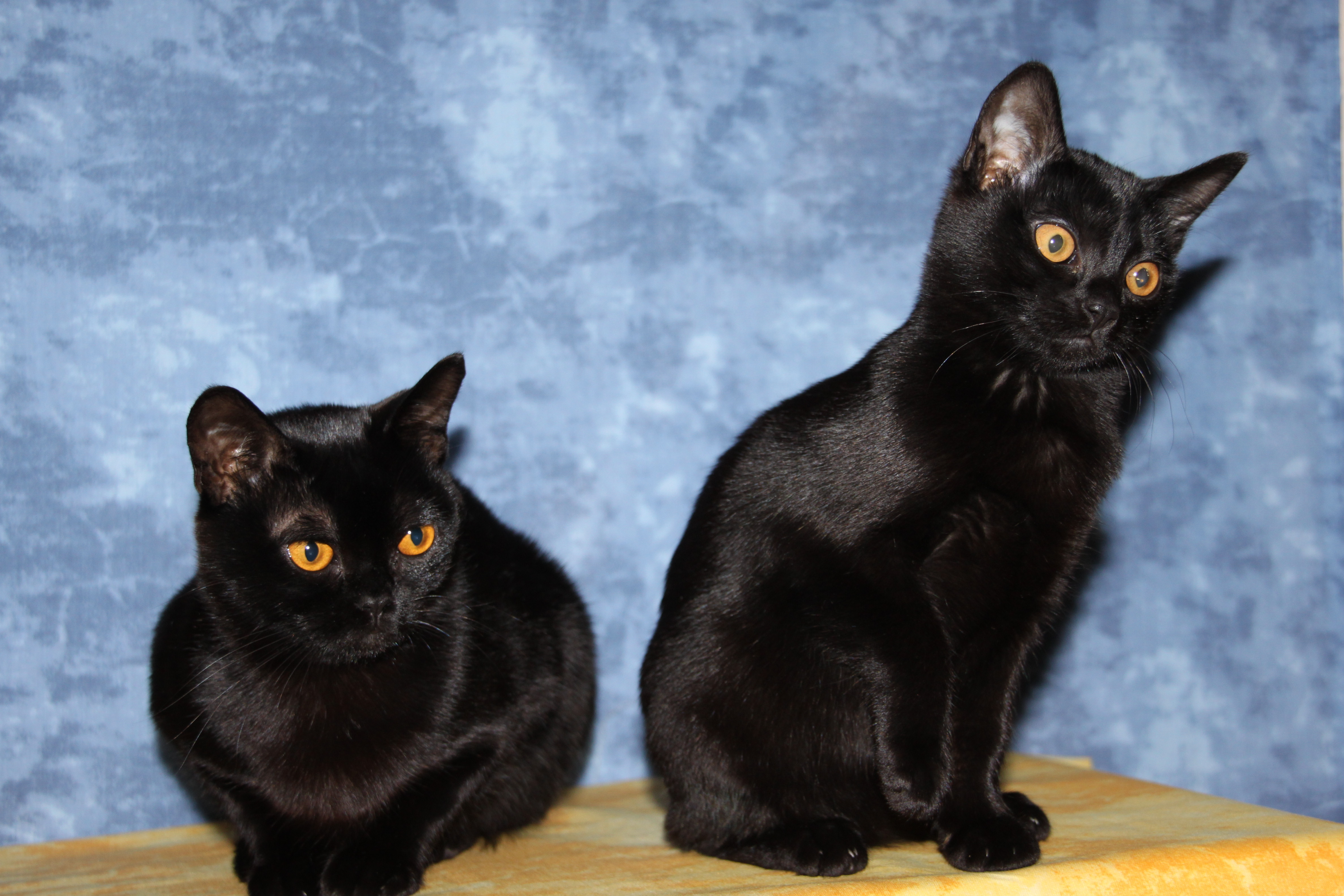

بمبئی دارای جثه متوسط و بدنی عضلانی به سبک شرقی است. وزن آنها بین ۲٫۵–۵ کیلوگرم (۵٫۵–۱۱٫۰ پوند) است، که در آن نرها معمولاً سنگین‌تر از ماده‌ها هستند.